# Dermatite de contato alérgica
A dermatite de contacto alérgica (DCA) ou eczema de contacto alérgico é uma forma de dermatite de contato causada por uma resposta alérgica desencadeada por contato com alguma substância alergênica. É menos comum que a dermatite de contato irritativa (DCI) causada por uma irritação física como fricção, gelo ou ácido.
É a forma mais prevalente de imunotoxicidade encontrada em seres humanos. Por sua natureza alérgica, esta forma de dermatite de contato é uma reação de hipersensibilidade tardia, associada a citocinas e linfócitos T.

## Sinais e sintomas
Os sintomas de dermatite de contato alérgica são muito semelhantes aos causados por dermatite de contato irritativa, a que faz muito difícil de diagnosticar. O primeiro sinal de dermatite de contato alérgica é a presença de erupção cutânea ou lesão na pele no local da exposição. A lesão geralmente é uma inflamação cutânea, mas pode aparecer como pápulas, bolhas, vesículas ou mesmo só uma vermelhidão. A principal diferença entre a erupção cutânea causada por dermatite de contacto alérgica e a causada por irritantes dermatite de contato é que a primeira tende a limitar-se à área onde o gatilho tocou a pele, enquanto que, no segundo caso, a erupção espalha por uma superfície muito maior.
Outra característica da dermatite de contacto alérgica é que geralmente só aparece depois de um ou dois dias após a exposição ao alérgeno, ao contrário da dermatite de contato irritativa que aparece imediatamente após contato com o gatilho.
Os sintomas incluem coceira, inchaço local e vermelhidão (inflamação). Ao coçar pode causar escoriações dolorosas e a pele pode escurecer e tornar-se espessa, dura e rachada.
Os sintomas da dermatite de contato alérgica pode persistir por um mês antes de resolver completamente. Uma vez que um indivíduo teve uma reação alérgica a uma determinada substância, é mais provável ter a mesma reação pelo resto de sua vida, de modo que os sintomas reaparecerem sempre que o indivíduo entre em contato com esse alérgeno.

## Causa

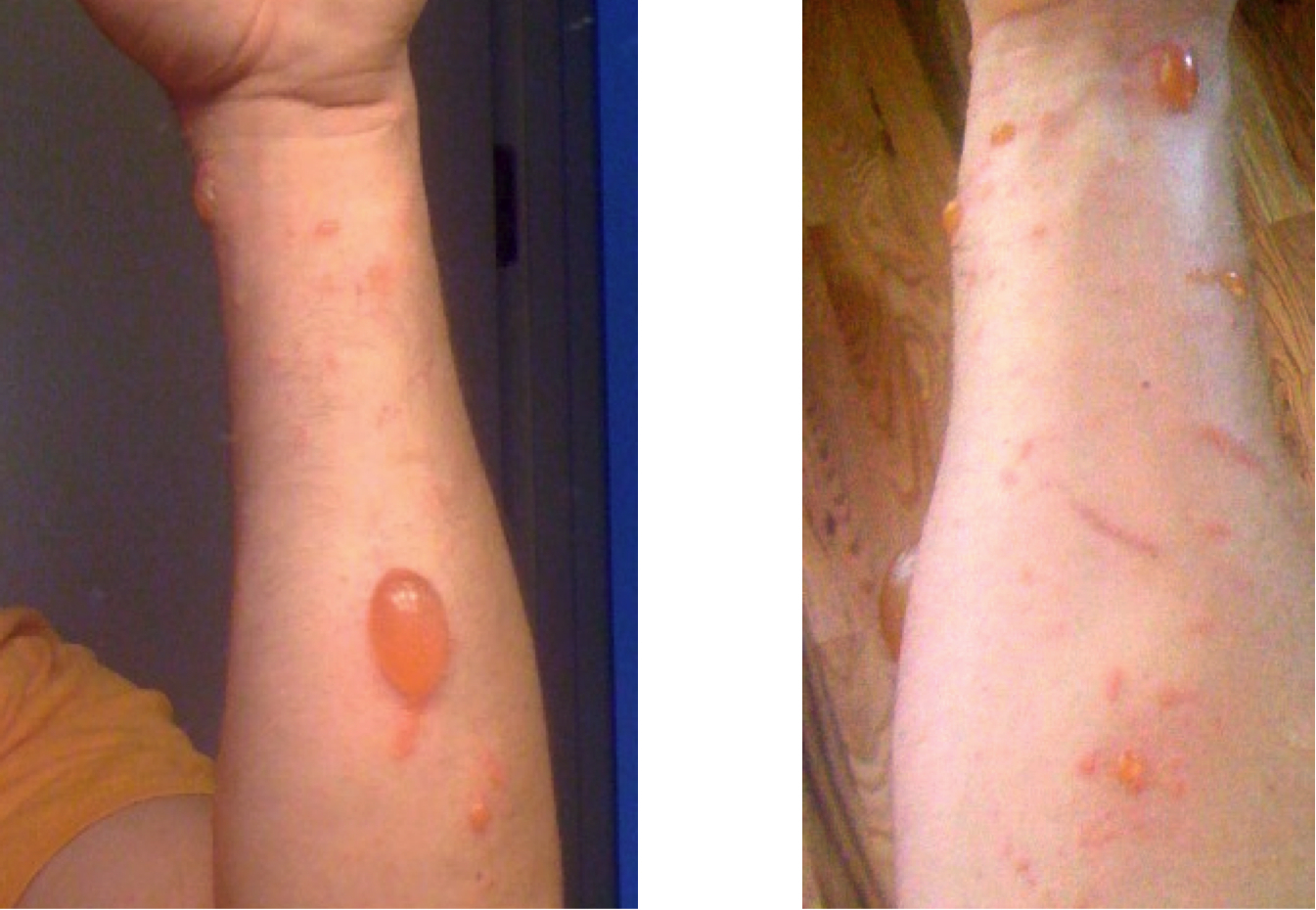
Bolhas por contacto com hera venenosa

Alérgenos comuns causadores dessa dermatite incluem:
- Níquel (níquel sulfato de hexa-hidratada): uma importante causa de alergia.[5] Este metal é frequentemente encontrado em aço inoxidável, utensílios de cozinha,[6] jóias e fechos ou botões de roupa.
- Ouro (ouro tiossulfato de sódio) – de metais preciosos, muitas vezes encontrado em jóias e materiais dentários
- Bálsamo do Peru (Myroxylon pereirae) – usado em alimentos e bebidas como aromatizantes, perfumes e produtos de higiene pessoal para a fragrância, e em medicina farmacêutica. É derivado da resina de uma árvore.[7][8][9] Também pode ser um componente da baunilha artificial e/ou aroma de canela .
- Crômio: Usado ao curtir couro. Também é uma componente do cimento/argamassa, de cremes faciais, cosméticos e alguns sabonetes em barra.
- Urushiol: revestimento de plantas venenosas do gênero Toxicodendron (como a hera venenosa). Também encontrado na mangueira e cajueiro.
- Resina de certas espécies de mangue e de agave
- Timerosal – mercúrio, composto utilizado em locais de anti-sépticos e em vacinas
- Neomicina tópica de antibiótico comum em primeiros socorros cremes e unguentos, cosméticos, desodorante, sabonete, e alimentos para animais de estimação. Encontrado, por si só, ou em Neosporin ou Triplo Antibiótico
- Fragrâncias comuns encontradas em alimentos, cosméticos, produtos insecticidas, anti-sépticos, sabonetes, perfumes e produtos dentários [10]
- Formaldeído: conservante usado em produtos de papel, tintas, medicamentos, produtos de limpeza, cosméticos, produtos de tecido e acabamentos.
- Cloreto de cobalto: metal encontrado em produtos médicos; tintura azul cobalto; antitranspirante; tinta metálica.
- Bacitracina: antibiótico
- Quaternium-15: conservante em produtos cosméticos (os auto-bronzeadores, xampu, esmaltes, protetor solar) e produtos industriais (esmaltes, tintas e ceras).[11]
- Colofônio: resina ou serragem de madeira, normalmente extraído de abetos ou pinheiros.
- Esteroides tópicos: Imunossupressores que ironicamente geralmente podem ser usados para tratar alergias.
- Metol: usado para revelar fotos.
- Anestésicos tópicos: como pramoxina ou difenidramina, após o uso prolongado
- Isotiazolinona: conservantes utilizados em muitos produtos de cuidados pessoais e da casa.
- Mercaptobenzotiazol: usado em produtos de borracha, como sapatos, luvas e pneus de carro.
- Sais solúveis de platina

### Fotocontato
Alguns alérgenos só causam reação alérgica quando expostos a luz ultravioleta, portanto geralmente ficam restritos às partes expostas ao sol.

## Diagnóstico
O diagnóstico de dermatite de contacto alérgica é essencialmente baseado no exame físico e história clínica. No caso de um único episódio de dermatite de contato alérgica, o exame clínico é suficiente. Só em casos crônicos ou intermitentes que não são facilmente explicados pela história e exame físico, os exames de laboratório são necessários.

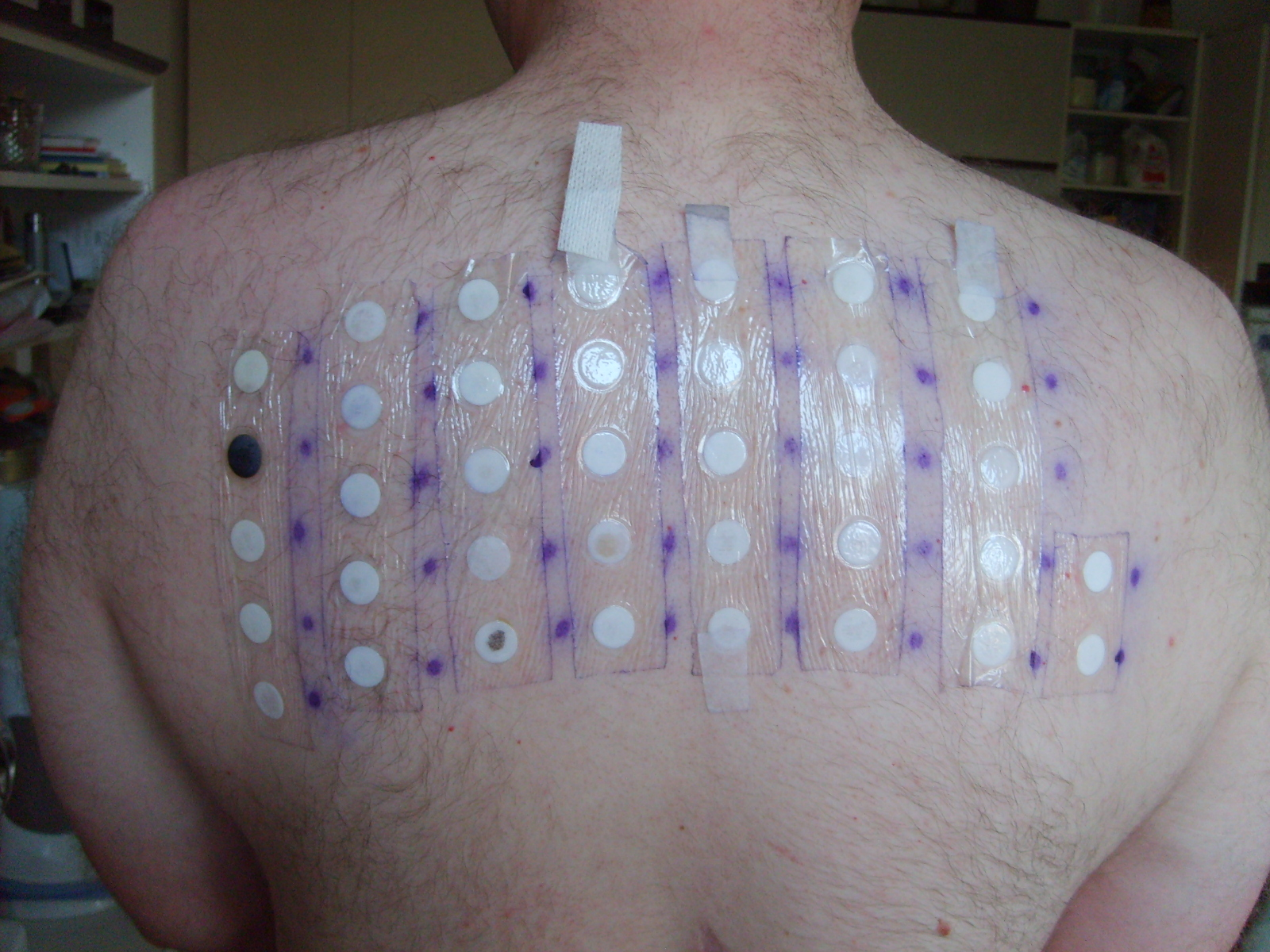
Teste de alergia com adesivos (patch test)

Um teste de hipersensibilidade é comumente usado exame para determinar a causa exata de uma dermatite de contacto alérgica. De acordo com a Academia Americana de Alergia, Asma e Imunologia, "o patch test é o padrão ouro para identificar a causa da alergia de contato".
O teste consiste na aplicação de pequenas quantidades de diversos potenciais alérgenos diferentes cada um adesivo diferente colocado sobre a pele. Depois de 48h, eles são removidos para identificar quais substâncias causaram reação alérgica e quais não. Os testes são novamente analisados 72 ou 96 horas após a aplicação.

### Diagnóstico diferencial
Deve ser diferenciada da:
- Dermatite de contato irritativa
- Dermatite atópica
- Urticária dermatográfica
- Tinea corporis (micose superficial)

## Tratamento
O primeiro passo no tratamento é a identificação da substância culpada, que deve ser evitada. Cremes corticosteroides devem ser usados com cuidado e de acordo com o prescrito, porque quando usadas por longos períodos de tempo podem deixar a pele fina e atrofiada. Em alguns casos, como contato com a hera venenosa, uma loção de calamina e aveia e banhos podem aliviar a coceira.
Esteroides orais são usados por poucos dias em casos graves enquanto o alérgeno não foi identificado ou não pode ser evitado. Antibióticos podem ser necessários para tratar infecções secundárias aos arranhões. Quando não é possível a imunossupressão, pode-se tentar fototerapia ou fotoquimioterapia com Psoralens e luz UVA (PUVA). Se os cremes esteroides não são suficientes pode-se usar outros imunossupressores como ciclosporina, azatioprina ou tacrolimo (inibidor da calcineurina).
Comumente os sintomas podem resolver sem tratamento em 2 a 4 semanas, mas uma medicação específica pode apressar a cura se o gatilho for evitado. A dermatite pode se tornar crônica se o alérgeno não é detectado e evitado.